# Meciadanol
Meciadanol é um flavanol o-metilado sintético. É a 3-O-metilação da catequina.
Inibe a histidina decarboxilase em ratos.